# Ali Divandari
Ali Divandari (Sabzevar, 6. rujna 1957.) je iranski karikaturist, slikar, grafički dizajner, kipar i novinar. Diplomirao je na Umjetničkom fakultetu u Teheranu, gdje sada živi i radi kao grafički dizajner i karikaturista (od 1975.). Radove objavjuje u tisku, a na međunarodnim natječajima karikature osvojio je 43 nagrade.

## Galerija radova
- Crtež
- Slika
- Skulptura
- Crtež